# Perittia aganopa
Perittia aganopa är en fjärilsart som beskrevs av Edward Meyrick 1911. Perittia aganopa ingår i släktet Perittia och familjen gräsmalar, Elachistidae. Inga underarter finns listade i Catalogue of Life.